# Азиатский квартал Парижа
Парижский чайна-таун или азиатский квартал (фр. quartier asiatique de Paris) находится в 13-м округе французской столицы вокруг проспектов Иври (avenue d’Ivry) и де Шуази (avenue de Choisy).
Это самый большой азиатский квартал в Европе. Жители квартала — большей частью эмигранты из Вьетнама, Китая, Лаоса и Камбоджи, а также китайцы Французской Полинезии и Французской Гвианы, вьетнамцы из Новой Каледонии — образуют местную азиатскую общину.

## История
В 1920-е годы китайские студенты, которые жили в 13-м округе, создали французскую секцию Коммунистической партии Китая.
Первой в пустовавших высотных зданиях, под названием «Олимпиады», 13-го округа Парижа обосновалась в начале 1980-х гг. коммуна верующих вьетнамцев (des Theochew), вынужденная покинуть коммунистический Вьетнам.